# Hendrik Buhrmann
Hendrik Buhrman (Vereeniging, 7 juli 1963) is een Zuid-Afrikaans golfprofessional, die actief was op de Sunshine Tour.

## Loopbaan
Buhrmann werd in 1985 professional en speelde op de Sunshine Tour waar hij acht toernooien won en op de Aziatische Tour, waar hij na elf jaar in India zijn eerste toernooi won. 
In de periode 1995-2012 speelde Buhrmann 100 toernooien van de Europese PGA Tour. Zijn beste resultaat was een 10de plaats bij het Alamo English Open, dat door Robert Allenby  gewonnen werd. 
In januari 2013 ging hij naar de Tourschool van de Senior Tour en eindigde op de 6de plaats. In juli 2013 werd hij vijftig jaar en vanaf dat moment was hij  een van de rookies op de Senior Tour. 

## Prestaties

### Professional
Aziatische Tour
- Aamby Valley Asian Masters (-13)

Sunshine Tour
- 1991: Mercedes Benz Golf Challenge, Eastern Cape Classic, Lombard Tyres TVL Classic
- 1993: Nashua Wild Coast Sun Challenge
- 1994: Nashua Wild Coast Sun Challenge
- 2002: FNB Botswana Open
- 2003: Devonvale Classic
- 2005: Capital Alliance Royal Swazi Sun Open

Teams
- World Cup: (met Retief Goosen)
- Alfred Dunhill Challenge: 1995 (hij maakte de winnende putt)